# 白狐沟街道
白狐沟街道，是中华人民共和国内蒙古自治区包头市石拐区下辖的一个乡镇级行政单位。

## 行政区划
白狐沟街道下辖以下地区：
白狐沟社区和河滩社区。